# Clarence Hill
Clarence Hill (ur. 26 czerwca 1951) – bermudzki bokser, który na igrzyskach w 1976 wywalczył brązowy medal w wadze ciężkiej.

## Rywale i wyniki na igrzyskach
- 1 runda – wolny los[2][3]
- 2 runda – Parviz Badpa (Iran)[4] (techniczny nokaut)[3][5].
- ćwierćfinał – Rudy Gauwe (Belgia)[6] 5-0[3][5]
- półfinał – Mircea Șimon (Rumunia)[7] 0-5[3][5].

W boksie zawodowym zadebiutował w 1980 przeciwko Davidowi Fryowi. W całej karierze został znokautowany tylko raz – w 1983 przez Waltera Santemore’a. W wieku 19 lat Hill został skazany za posiadanie marihuany. Później trafił do więzienia jeszcze dwukrotnie - za posiadanie kokainy i rozbój. W 2004 trafił do Bermudzkiej Galerii Sławy Sportu.